# Ленточница красная
Ленточница красная, или орденская лента красная, или ленточница обыкновенная, или орденская лента обыкновенная (Catocala nupta), — вид бабочек из семейства Erebidae.

## Описание

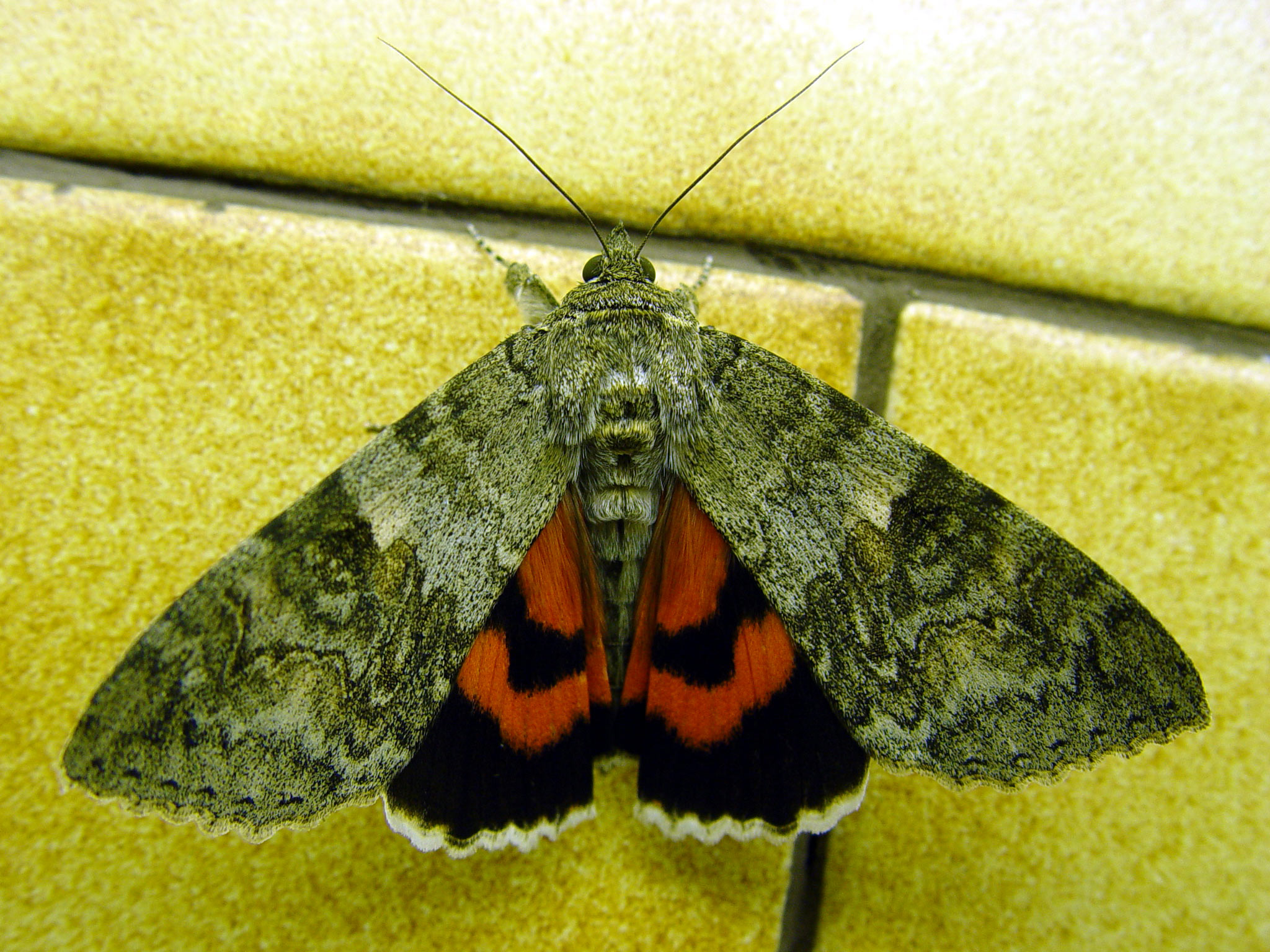

Длина переднего крыла — 30—38 мм. Размах крыльев 61—94 мм. Передние крылья покровительственной окраски — серого цвета с множеством волнистых поперечных линий и полос, образующих сложный рисунок. Бахрома передних крыльев окрашена в тон крыла. Почковидное пятно бурого цвета, окружено растушеванным тёмно-бурым. Задние крылья оранжево-красного, с чёрной широкой каймой и чёрной перевязью, довольно сильно изогнутой в средней части. Бахрома задних крыльев — белая.

## Ареал
Евразийский полизональный вид. Ареал охватывает Европу и палеарктическую часть Азии, за исключением северных районов, севера Индостана, Пакистана. В Крыму вид обитает как в горной так и равнинной части полуострова. Обитает в светлых лиственных лесах, пойменных и болотных лесах, лесополосах, балках, парках, садах, зелёных насаждения населенных пунктов. Бабочки избегают засушливые места обитания и предпочитают относительно влажные местообитания. В Альпах встречается на высоте до 1000 м н ур. м (северная сторона Альп) и до 1600 м н ур.м (южная сторона).

## Биология
За год развивается одно поколение. Время лёта бабочек длится с третьей декады июня по октябрь. Бабочки активны в ночное время суток. Ведут преимущественно скрытый образ жизни. Часто привлекаются на бродящий сок деревьев и искусственные источники света. Зимуют яйца. Гусеница сероватого цвета с мелким неясным рисунком. Брюшная сторона покрыта толстыми и довольно короткими щетинками. Имеются поперечные вздутия на 8 и 11 сегментах. Питаются на различных видах тополя (включая осины) и ив. Стадия гусеницы в мае — июне. Окукливание среди листьев кормового растения в плетённом рыхлом коконе. Куколка бурого цвета, с сизым налётом.